# Protestantische Kirche (Trippstadt)
Die Evangelische Kirche von Trippstadt ist seit der Reformation die Kirche der evangelischen Christen in Trippstadt und eine der drei Kirchen der protestantischen Kirchengemeinde Trippstadt – Mölschbach – Stelzenberg.

## Geschichte

### Vorgängerkirche
Eine Kirche in Trippstadt wird erstmals im Jahre 1337 erwähnt. Sie scheint aber bereits bei der ersten urkundlichen Erwähnung Trippstadts im Jahre 1293 bestanden zu haben. In der Wormser Synodale von 1496 wird sie als Filialkirche von St. Blasius in Aschbach (heute Aschbacher Hof) erwähnt. St. Blasius war die Hauptkirche der Herrschaft Wilenstein, der neben der Burg gleichen Namens die Dörfer Trippstadt, Stelzenberg, Mölschbach und Hilsberg (heute Stüterhof) zugehörten.
Bei dieser mittelalterlichen Kirche dürfte es sich um eine gotische Hallenkirche mit vermutlich fünf Kreuzgewölben, nach Nordosten ausgerichtet, gehandelt haben. Sie besaß keinen Turm, aber einen Dachreiter für die Glocken auf dem östlichen Teil des Satteldachs. Als Innenmaße ergaben sich eine Länge von 17,74 m und eine Breite von 6,64 m.
Diese mittelalterliche Kirche war dem „Heiligen Kreuz“ geweiht und mit zwei Altären ausgestattet, die dem heiligen Sebastian beziehungsweise dem heiligen Georg geweiht waren. Ob es eine Vorgängerkirche gegeben hat, ist nicht bekannt.

### Barocker Neubau
Im Jahre 1744 wurde die alte Kirche unter Pfarrer Johann Heinrich Hahn abgerissen und mit dem Bau einer barocken Kirche begonnen. Sie wurde wiederum auf den Fundamenten der alten, gotischen Kirche errichtet. Eine Ausdehnung der Kirche war zu diesem Zeitpunkt nicht möglich, da ansonsten die Totenruhe der hinter der Kirche bestatteten Katholiken gestört worden wäre. Die Neueinweihung erfolgte am 30. November 1745 durch Pfarrer Hahn, „weil der damit beauftragte Geistliche [aus Kaiserslautern] ohne Entschuldigung ausgeblieben war“.
Eine Beschreibung des barocken Neubaus findet sich im Pfarrbuch von 1836: „Der Raum zur ebenen Erde ist in 4 Theile abgesondert und im Jahre 1825 mit einem neuen Fußboden belegt. Mitten innen steht der Altar, unter welchem verdeckt ein steinerner Taufstein von 1609 und hinter demselben die Kanzel und der Pfarrstuhl [steht]. Östlich, südlich und westlich ist die Emporbühne angebracht.“ Die Kirche besaß zehn Fenster: je vier an den Längs- und je eines an den Schmalseiten. Der Innenraum hatte eine Höhe von 7,2 m. Länge und Breite waren identisch mit der mittelalterlichen Kirche.

### Umbau von 1895
Da die alte Kirche viel zu klein für die Gemeinde war und sich außerdem in einem baufälligen Zustand befand, wurde 1895 mit einem völligen Umbau der Kirche begonnen. Dabei wurde die alte Kirche von 1745 als Querschiff genutzt, wobei man zwei große Öffnungen in die Nord- und Südwand brach, wobei auch vier Fenster entfernt wurden. Südlich wurde ein Langhaus mit Turm angefügt, während nördlich der Chorraum ergänzt wurde.
Eingeweiht wurde der Neubau am 22. Dezember 1895 durch Dekan Christian Müller aus Kaiserslautern. Tatsächlich wurden die letzten Arbeiten aber erst im Lauf des Jahres 1896 abgeschlossen. Die Gesamtkosten des Neubaus betrugen 26275 Goldmark und 88 Pfennige.

## Architektur

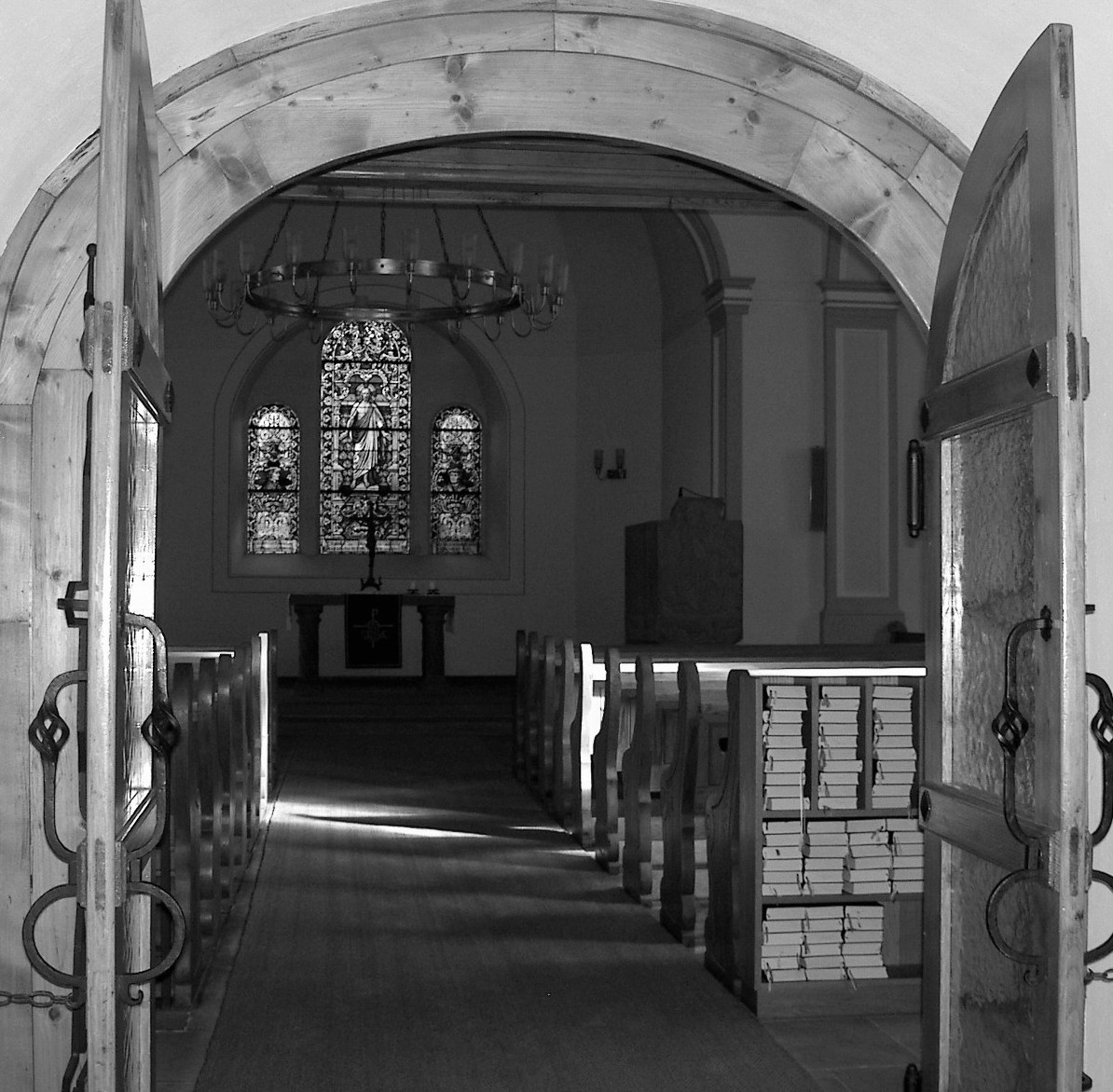
Blick durch die Eingangstür

### Das große Fenster
Der Blick in den Altarraum wird heute vom großen Fenster aus dem Jahre 1895 im Stil der Neu-Renaissance dominiert. Das Bild zeigt in der Mitte groß den auferstandenen Christus. An den Seiten befinden sich Abbildungen der Reformatoren Martin Luther (rechts) und Ulrich Zwingli (links). Die gemeinsame Abbildung der Begründer der beiden reformatorischen Kirchen steht symbolisch für die Überwindung der Spaltung unter den evangelischen Kirchen, die in der Pfalz durch die Union der lutherischen und der reformierten Gemeinden im Jahre 1818 beendet wurde.

### Kanzel
Auf der rechten Seite des Chorraums befindet sich die Kanzel. Der Frontteil der Kanzel wurde 1980 vom Trippstadter Künstler Otto Kallenbach gestaltet. Sie zeigt die Berufung des Mose (2. Mose 3) und stellt den Augenblick dar, als Mose von der Gottesstimme aus dem brennenden Dornbusch dazu berufen wird, das Volk Gottes aus der Sklaverei in Ägypten zu führen. Von der Übermächtigkeit der Gottesstimme und von seinem Auftrag überwältigt, droht Mose nach hinten zu stürzen.
Die Kirche besitzt noch eine Reihe weiterer Arbeiten von Otto Kallenbach. So wurden das Kruzifix, das heute auf dem Altar steht, der Turmhahn, die Pietà im Kirchgarten und das Glockenrelief der 1953 im Turm aufgehängten dritten Glocke alle von Kallenbach gestaltet.

### Taufstein

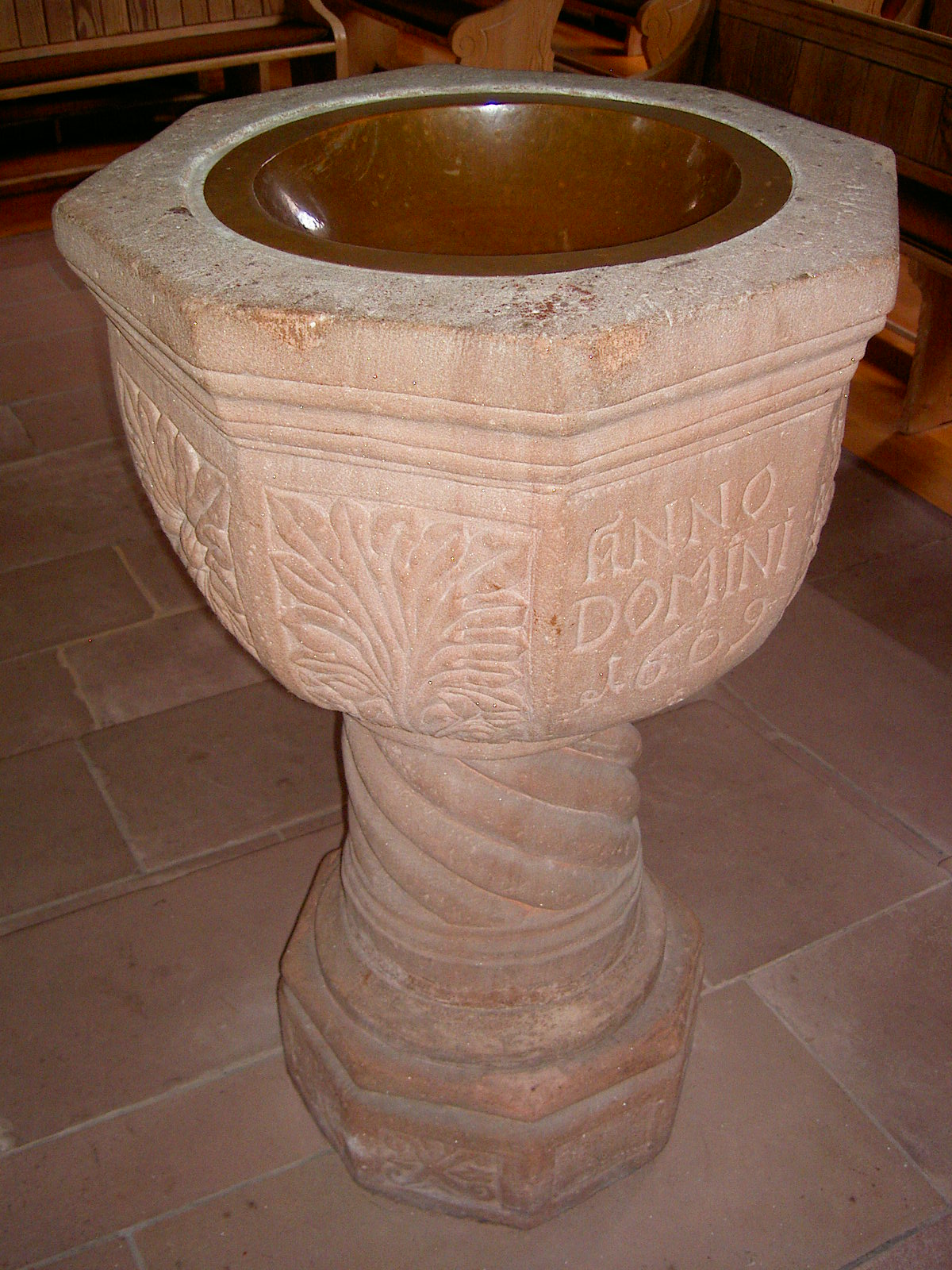
Taufstein

Eine Besonderheit stellt der Taufstein aus dem Jahre 1609 dar. Neben dem Umstand, dass er als einer von wenigen Gegenständen in der Pfalz aus der Zeit vor dem Dreißigjährigen Krieg die Verwüstungen der Kriege des 17. und frühen 18. Jahrhunderts überstanden hat, sind auch seine Fertigung und Verarbeitung ungewöhnlich. Der gesamte, tulpenförmige, achteckige Taufstein besteht (genau wie Kanzel und Altar auch) aus Buntsandstein. Auffällig ist dabei, dass das Sockelrelief unfertig und laienhaft behauen wirkt; auf einer Seite ist kein Relief ausgeführt. Auf der Vorderseite des Taufsteins ist ein derb wirkendes, ungelenk ausgeführtes Kruzifix. Auf der Fläche rechts daneben findet sich dagegen eine handwerklich sauber ausgeführte Sonne mit Gesicht. Im Feld links neben dem Kruzifix ist wiederum ein weniger gut ausgeführtes, stilisiertes Jerusalemer Kreuz eingehauen. Die übrigen Felder sind mit Blumenmotiven geschmückt. Die offensichtlich angelegte Symmetrie ist nicht durchgehalten. Auf der Rückseite ist eine Inschrift „ANNO DOMINI 1609“ eingehauen, darunter ein Steinmetzzeichen, beide sehr sorgfältig ausgeführt. 

Die Auswahl der Motive hat eindeutig biblischen Bezug. So verweist die gedrehte Säule, genau wie beim Altar, auf den Tempel König Salomos (vergleiche 1. Könige 7, 15ff). In der Zahlensymbolik steht die acht für die Auferstehung Christi. Die Sonne symbolisiert Christus, das „Licht der Welt“. 

Die Taufschale ist aus Kupfer getrieben und wurde 1955 in der Meisterschule in Kaiserslautern angefertigt.